# Tillandsia platyrhachis
Tillandsia platyrhachis är en gräsväxtart som beskrevs av Carl Christian Mez. Tillandsia platyrhachis ingår i släktet Tillandsia och familjen Bromeliaceae.

## Underarter
Arten delas in i följande underarter:
- T. p. magnifica
- T. p. platyrhachis